# Gaston Miron
Gaston Miron, né à Sainte-Agathe-des-Monts le 8 janvier 1928, et mort à Montréal le 14 décembre 1996, est un poète et éditeur québécois. Il est surtout connu pour L'Homme rapaillé, un recueil de poèmes publié pour la première fois en 1970 et considéré comme une œuvre majeure de la littérature québécoise. Traduite dans une dizaine de langues, cette compilation des vers du poète a un impact décisif sur le rayonnement de la poésie québécoise dans la francophonie et ailleurs dans le monde.
Miron est l'un des fondateurs des éditions de l'Hexagone. Intellectuel engagé, socialiste et nationaliste québécois acharné, il est aussi un homme d'action qui s'implique au sein des mouvements ouvriers et au service de l'indépendance du Québec.
À sa mort, le gouvernement québécois lui offre des obsèques nationales célébrées dans sa ville natale, le samedi 21 décembre 1996,. Seul littéraire québécois à avoir eu droit à cet honneur, il est considéré comme un éminent « poète national » du Québec,.

## Biographie

### Enfance et formation

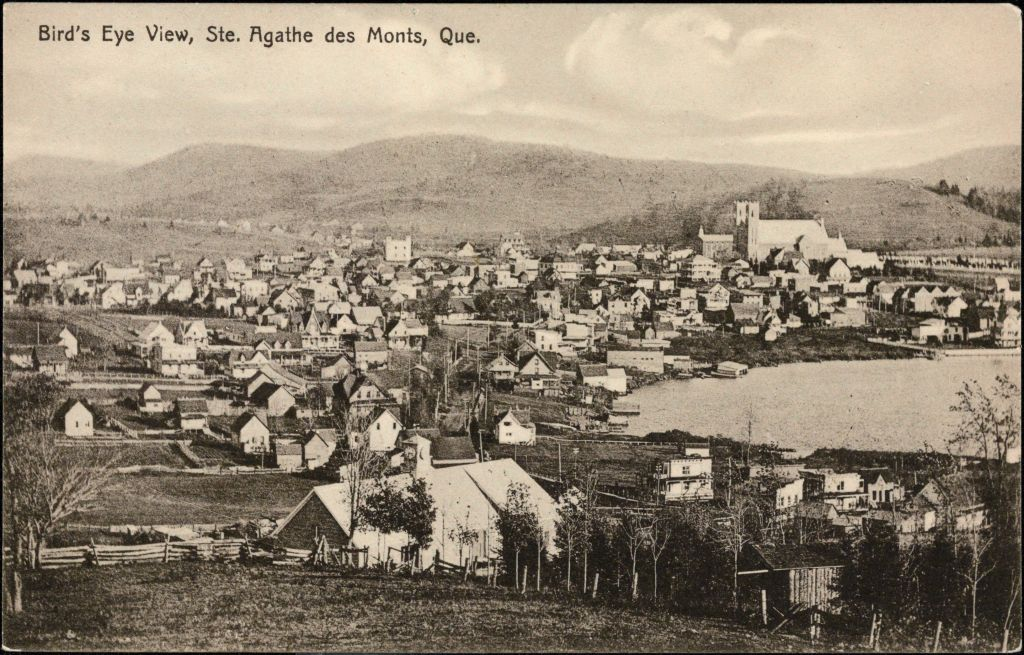
Sainte-Agathe-des-Monts vers 1910 ou 1920.

#### Nature, racines et tradition
Gaston Miron naît le 8 janvier 1928 à Sainte-Agathe-des-Monts, au cœur des Laurentides, une région qui marquera plus tard son œuvre. Il grandit au sein d'une famille d'origine modeste, mais dont la situation sociale est en progression. Son père, Charles-Auguste Miron, avait épousé à Sainte-Agathe Jeanne Raymond, dit Michauville, de Saint-Agricole (Val-des-Lacs), le 6 octobre 1926. Menuisier à l'origine, il met sur pied une petite entreprise de portes et fenêtres qui assure une certaine aisance matérielle à sa famille et lui permet d'échapper à la crise économique des années 1930. Les effets de la Grande Dépression sur Sainte-Agathe sont d'ailleurs atténués par l'afflux de touristes fortunés.
Gaston est l'aîné de cinq enfants. Sa mère, quoique peu instruite, lui donnera, ainsi qu'à ses sœurs, une enfance remplie de quiétude. Si la famille réside dans la ville de Sainte-Agathe-des-Monts, lors des vacances estivales, Gaston peut s'évader dans la nature, dans le pays de sa mère, à Saint-Agricole. Déjà doté d'une grande sensibilité, il découvre avec émerveillement la beauté qui l'entoure et qui imprègnera plus tard ses écrits. Son biographe, Pierre Nepveu, décrit ces instants d'évasion :

« C’est une remontée dans le temps, une brusque plongée dans le terroir du début du siècle. Bien que Sainte-Agathe-des-Monts et ses environs puissent procurer de réels enchantements, la nature sauvage n’y est plus tout à fait ce qu’elle était. Mais Saint-Agricole, pays pierreux des dompteurs de sol, conserve une saveur primitive. »

Tout jeune, il subit ses premiers chocs culturels : il découvre que son grand-père maternel, qu'il admire, est totalement analphabète, et que lui-même vit en pleine dualité linguistique, où l'anglais tend à prédominer. Sainte-Agathe-des-Monts se transforme l'été en centre de villégiature pour anglophones fortunés : la langue de la minorité, qui est aussi celle de l'argent, plonge les siens dans un état de dépendance servile. Cette situation lui inspire ses premiers élans de révolte :

« Très tôt, le jeune Miron éprouve un vague sentiment de malaise face au prestige donné à cette langue étrangère, qu'il faut connaître pour s'assurer d'avoir, lui dit-on, une bonne djobe. Il est tiraillé sous la pression de son entourage, entre le désir d'apprendre et le rejet plus ou moins conscient d'une situation humiliante en découvrant que, hors de chez lui, « il fallait se montrer empressé, respectueux, poli » envers des gens qui « représentaient une mine d'or comme clientèle et employeur ». Mais quand un jour le curé, du haut de sa chaire, déplore que des terres soient vendues aux anglophones, le jeune Miron et sa bande de camarades n'hésitent pas à partir en croisade. Armés de branches pour châtier les touristes, ils seront arrêtés et conduits au poste de police. En se rappelant ce épisode bien plus tard, Miron dira fort ironiquement que ce fut sa 'première arrestation pour cause de nationalisme'. »

Gaston Miron grandit au sein d'une famille imprégnée par le catholicisme et le nationalisme conservateur de l'époque. Pierre Nepveu rappelle que son père était favorable aux prises de position de l'abbé Lionel Groulx. Son fils sera servant de messe du curé de sa paroisse, Mgr J.-B. Bazinet, et il fera partie des Croisés défenseurs de la foi catholique. Plus tard, quand il s'installera à Montréal, Gaston Miron dira éprouver le besoin de retrouver la solidarité et l'esprit d'entraide ayant marqué son enfance. Il se décrira toujours comme un « homme des grands espaces, dans la lignée des pionniers, des coureurs de bois, des bûcherons ». Yannick Gasquy-Resch, spécialiste de la littérature française et québécoise et biographe de Miron, souligne d'ailleurs que sa poésie sera parsemée d'images liées au monde forestier: « je pioche mon destin », « je suis pioché d'un mal d'épieu » ou encore « je me creusais un sillon aux larges d'épaules ».

#### L'appel de la foi
Le jeune Gaston fait son cours primaire à l'école des Frères du Sacré-Cœur de Sainte-Agathe-des-Monts. Il n'a que douze ans lorsque son père rend l'âme, le 16 mars 1940, avant même d’atteindre ses quarante-cinq ans. Cette disparition plonge la famille dans la précarité : on doit vendre la maison et l'entreprise familiale. La mère de Gaston, qui n'a jamais travaillé, doit encore s'occuper des plus jeunes filles. Pour survivre, elle doit offrir un service de lessive aux familles aisées de Sainte-Agathe-des-Monts. 

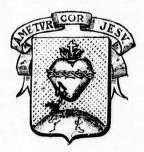
Blason des Frères du Sacré-Cœur.

Le jeune Gaston, que son père voyait au collège classique et même à l'université, entreprend en septembre 1940 la dernière année de son cours primaire. En raison de la nouvelle situation familiale, il ne sera plus question de ces beaux projets maintenant trop coûteux. Mais une solution lui sera proposée, qui allégerait le poids financier pesant sur sa mère et lui permettrait de recevoir une éducation secondaire de qualité : celle d'entrer dans une communauté religieuse et de devenir frère-enseignant. Après y avoir mûrement réfléchi, Miron accepte de s'engager dans cette voie. Les Frères du Sacré-Cœur, aux prises avec de sérieux problèmes de recrutement à une époque où les classes québécoises débordent, proposent de prendre en charge son éducation. Le 13 avril 1941, il fait son entrée au juvénat Mont Sacré-Cœur, à Granby. Gaston Miron passe le noviciat le 14 août 1943 et prend le nom de frère Adrien.
Le Mont Sacré-Cœur a le statut d’une École normale, accréditée par le Département de l’instruction publique du Québec. Miron vit loin des siens. Avec sa famille, la séparation est totale et, surtout, elle s’éternise : pendant six ans, jusqu’à l’été 1947, le jeune homme ne retournera pas une seule fois chez lui, pas même pour les vacances d’été. Durant ces longues années, sa mère ne lui rend que deux visites, à l’été 1943 et l’année suivante, accompagnée des quatre sœurs de Gaston.
On aurait tort de ne voir dans ce parcours qu'un pis-aller, précise son biographe Pierre Nepveu :

« C’est dans cette institution bien tenue, sur les hauteurs qui dominent la ville de Granby, que Gaston Miron va vivre sa transformation en frère Adrien. Cette mutation, il ne fait pas que la subir : le considérer comme une victime de la fatalité serait du pur mélodrame. Tout indique au contraire qu’il assume sincèrement ce passage, d’abord dans sa naïveté pieuse de garçon de treize ans, puis à travers les aléas de l’adolescence, les crises de conscience, les interrogations, l’éveil des passions et la culpabilité qu’il en éprouve. Le chemin est tracé et il y avance en cherchant à être digne d’une vocation sur laquelle il lui arrive bien de se questionner, surtout lorsqu’il atteint l’âge de seize ou dix-sept ans, mais qu’il ne remet jamais vraiment en cause jusqu’en 1947. »

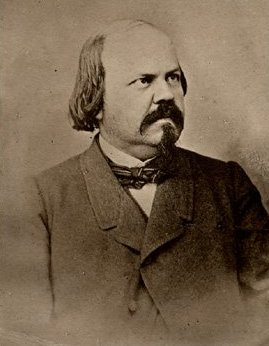
Octave Crémazie (1827-1879), premier poète national des Canadiens français. Il figure parmi les poètes auxquels Gaston Miron a accès durant ses années de formation.

En août 1944, il accède au scolasticat et prononce ses premiers vœux. Dans cet engagement et cette profession de foi, il perçoit la beauté de l' « amour et du sacrifice ». Il renouvèle ses vœux en août 1945 et en juillet 1946. La prochaine fois, il devra les prononcer pour trois ans, avant les vœux perpétuels qui consacreront sa vie entière à la communauté. Gaston Miron est un adolescent curieux qui s'intéresse à la littérature, particulièrement à la poésie. C'est dans La voix du Mont-Sacré-Cœur, le journal du collège qu'il publie ses premiers poèmes sous le pseudonyme de Ménestrel. Son premier poème est dédié à la beauté des paysages des Laurentides, sa région natale. À l'époque, il lit exclusivement des poètes canadiens-français et québécois, notamment Octave Crémazie, Pamphile Le May, Nérée Beauchemin, Eudore Evanturel, Albert Ferland, Alfred Desrochers ou Robert Choquette.
Après avoir obtenu son brevet, Gaston Miron part enseigner, au cours de l'année scolaire 1946-1947, dans une classe de 3e année de l’école Jean-Baptiste-Meilleur, rue Fullum, à Montréal. En juillet 1947, à la fin de cette année d'enseignement, une grave crise intérieure trouve sa résolution: Miron avait fait ses premiers essais d'écriture poétique et cette voie n'avait fait que s'approfondir, au détriment de son engagement religieux. Il décide donc de ne pas renouveler ses vœux et de quitter la vie religieuse.

### Retour à la vie civile

#### Un nouveau réseau
Alors qu'il était encore aux études à Granby, sa mère s'est remariée avec un certain Gilbert Forget (le 14 décembre 1943), a eu un fils, Robert, et s'est installée à Saint-Jérôme. Gaston Miron la rejoint après avoir quitté Granby. Même s’il a toujours l’ambition d’être écrivain, il doit d'abord assurer sa subsistance et surtout ne pas être une charge pour sa famille. Miron dira avoir occupé « mille emplois » durant ce séjour à Saint-Jérôme. Il fait aussi une brève incursion dans l’univers du journalisme, à L’Écho du Nord. Il occupe toutefois principalement des emplois manuels : il sera apprenti plombier pour un de ses oncles, puis couvreur. En plus d'être confronté aux effets du chômage et de la pauvreté, comme à Saint-Agathe-des-Monts, il constate l'infériorité économique des francophones dans un contexte de dualisme linguistique.

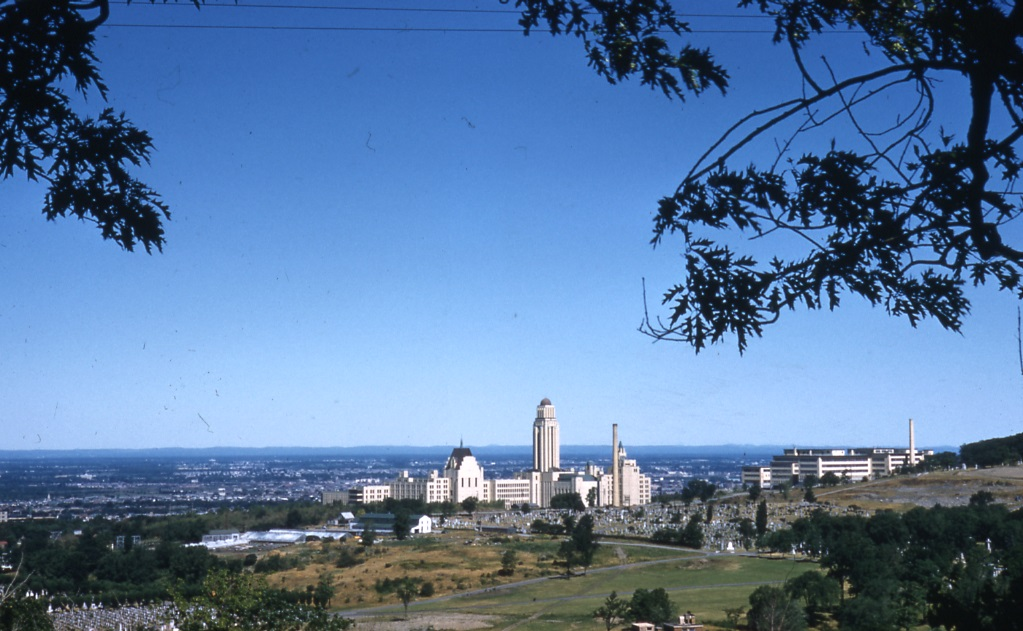
L'Université de Montréal en 1959.

En septembre 1947, après avoir passé seulement deux mois à Saint-Jérôme, il quitte pour de bon le nid familial et s'installe à Montréal. À 19 ans, il entame des études en sciences sociales à l'Université de Montréal. Sa situation est difficile et il fait l'expérience concrète de la pauvreté matérielle. Il qualifiera cette période d'« années noires ». L'écrivain Yves Préfontaine en témoignera plus tard :

« J'ai été estomaqué de voir dans quelles conditions il vivait, une chambre louée dans un appartement plutôt miteux du Plateau Mont-Royal. Mais alors des livres, encore des livres... Sur le plancher, sur les rares chaises bancales, sur le lit, par terre. Partout de livres, des journaux. Il y avait à peine d'espace pour l'homme. »

L'un de ses amis, Gérard Boudreau, lui aussi raconte : « Le grand luxe, c'était de se payer un club sandwich à deux avec deux cafés, dans un petit restaurant au coin de Mont-Royal… »  Afin de gagner de l'argent, Gaston Miron doit enchaîner les petits boulots : apprenti plombier, commis de bureau, serveur, photographe, manœuvre dans un chantier, empaqueteur dans une librairie, etc. Il termine ses études au printemps 1950 sans être officiellement diplômé. Au cours de l’année scolaire 1950-1951, il effectue, toujours pour des raisons alimentaires, un retour à l’enseignement, à l’école Saint-Ernest sur la rive sud de Montréal.

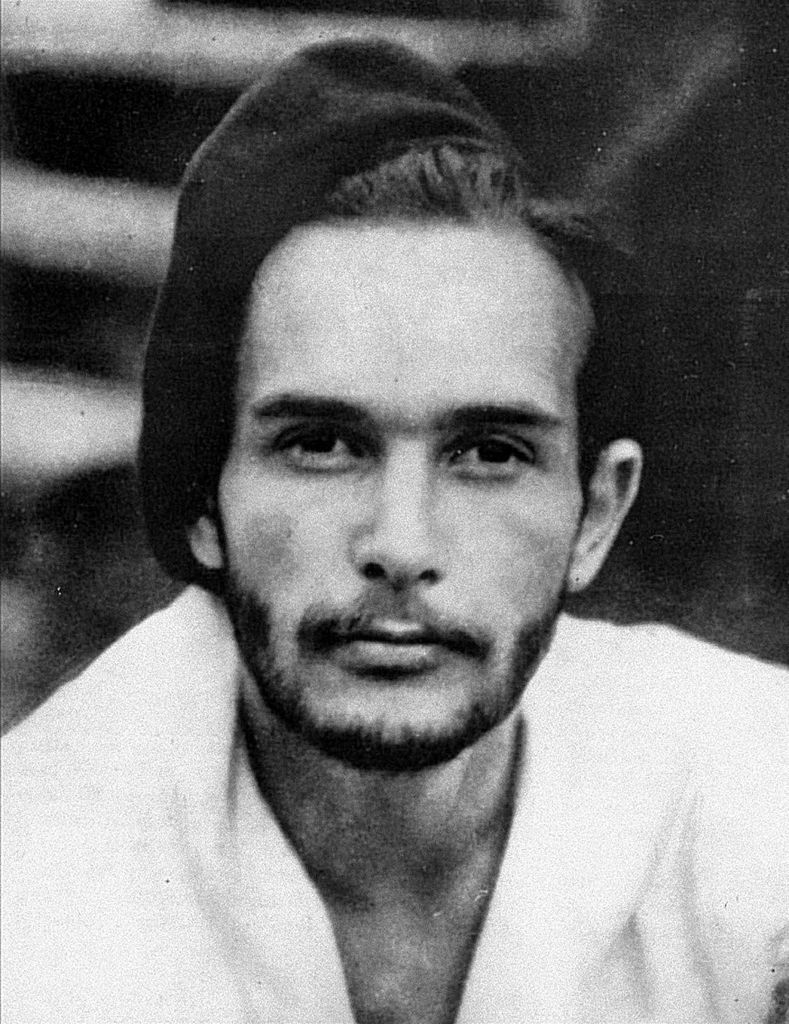
Hector de Saint-Denys Garneau (1912-1943), poète québécois ayant fortement inspiré Gaston Miron.

Les liens qu'il tisse lors de ses études universitaires en sciences sociales seront déterminants pour lui à plus d'un titre. C'est ce nouveau réseau d'amis qui l'introduira notamment aux mouvements de jeunesse. Il devient alors très proche des frères Gilles et Guy Carle, et, surtout, d'Olivier Marchand. La biographe Yanick Gasquy-Resch dira de lui qu'il a ouvert à Miron un « immense espace de liberté intellectuelle et physique ».  Marchand, issu d'une famille montréalaise cultivée, initie Miron à la poésie moderne. Dès leur première rencontre, dans un tramway les emmenant à l'université, il lui fait découvrir le recueil Regards et jeux dans l'espace du poète Hector de Saint-Denys Garneau. Le jeune Miron est particulièrement touché par la quête morale et spirituelle de Garneau, lui qui ne connaissait jusque-là que les poètes du XIXe siècle. Plus tard, il restera marqué à la fois par les courants modernes et plus traditionnels de la poésie québécoise, se donnant pour objectif de « rapatrier la tradition dans le présent de l'écriture ». Pour l'instant, il multiplie les lectures, s'initiant à des écrivains d'ailleurs: Charles Péguy, Guillaume Apollinaire, Stéphane Mallarmé, François Villon, Julien Green ou encore Raymond Radiguet. En plus de s'intéresser aux sciences sociales, il observe les premières ruptures artistiques, notamment à travers le manifeste du Refus global (1948) des peintres automatistes et le langage exploréen du poète automatiste Claude Gauvreau. Dans une librairie du Plateau Mont-Royal, Gaston dira avoir trouvé sa vocation :

« Je me souviens, j'étais avec Gilles Carle, le cinéaste, et je bouquinais, quand tout à coup, j'ouvre un livre de poèmes, et je tombe sur les deux premiers vers : Tous les pays qui n'ont plus de légende / seront condamnés à mourir de froid. Là ç'a été un choc, ç'a été le déclic, et tout s'est engouffré dans cette espèce de prise de conscience soudaine… C'est comme si j'avais vu toute ma vie en un éclair. J'ai vu quelle poésie il fallait que je fasse. Je venais de rencontrer, à l'aide de ces deux vers, la poésie qui était la mienne, celle qu'il fallait que j'écrive et, à ce moment-là, c'est comme si le voile du temple s'était déchiré dans mon esprit. Tout est devenu clair d'un coup. […] J'ai vu que je devais donner à ce pays une légende, mais une légende au futur. Il avait eu des légendes folkloriques, mais il lui fallait une légende moderne. »

#### L'expérience des mouvements de jeunesse
Guy Carle, l'une des nouvelles connaissances de Gaston Miron, a quant à lui l’idée de créer un cercle d’amis sur le modèle du « Cercle Nouvelle-France » fondé par Édouard-Zotique Massicotte. Le Cercle Québec aura pour but l’éducation intellectuelle de ses membres. Miron, les frères Carle et Olivier Marchand en constituent le noyau. S’ajouteront ensuite Gérard Boudreau, Louis-Marc Monastesse, Roland Lapointe, René de Cotret et Louis Portugais. Le Cercle Québec poursuit ses activités entre novembre 1948 et l’hiver 1951.

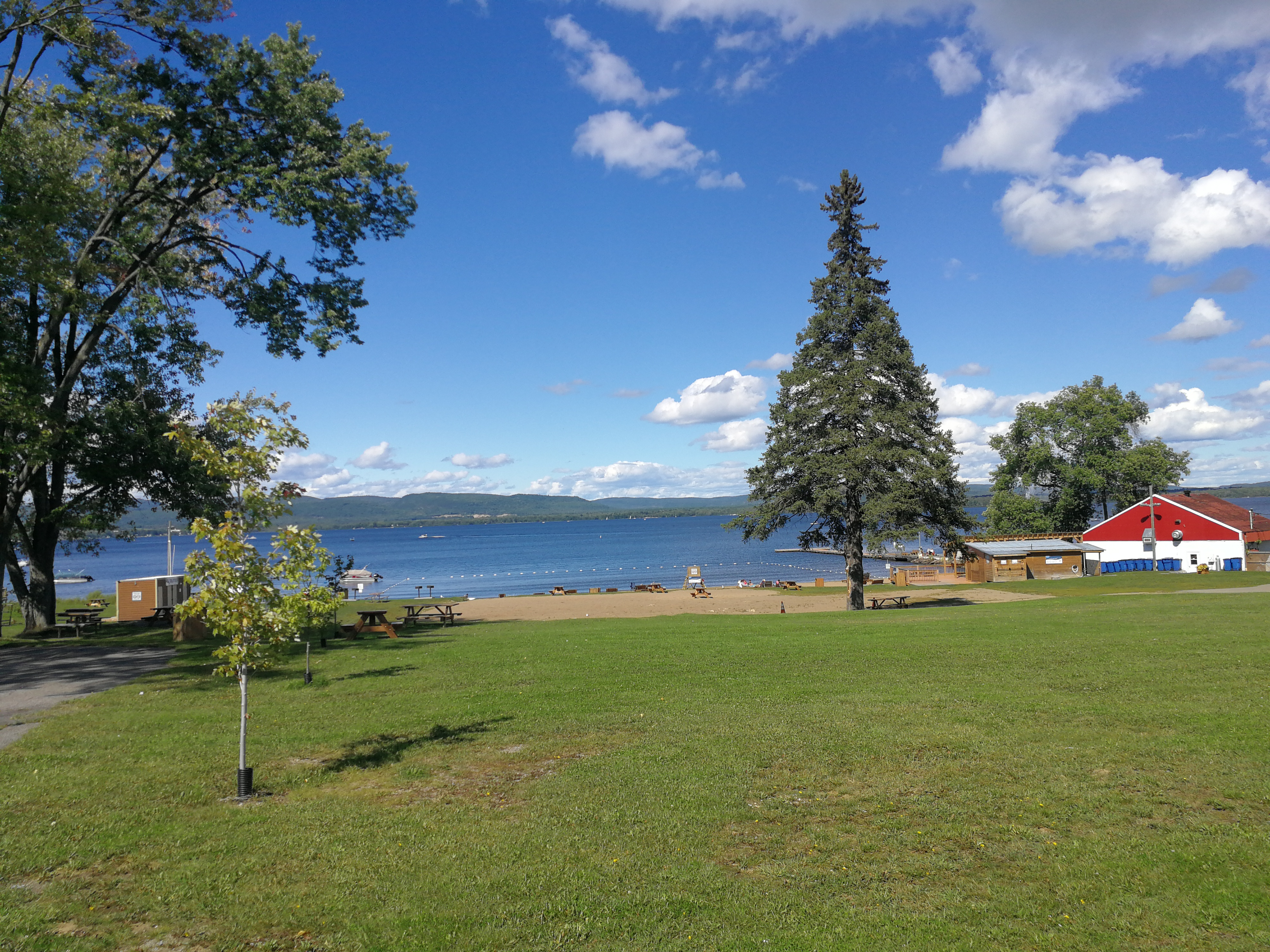
Saint-Gabriel-de-Brandon, l'une des régions où Gaston Miron séjourne à l'occasion des camps de l'Ordre de Bon Temps.

C'est Olivier Marchand qui introduit Miron à l'Ordre de Bon Temps, un mouvement canadien-français issu de la Jeunesse étudiante chrétienne (au Québec : Jeunesse étudiante catholique) et voué à la défense et à la promotion du folklore canadien-français. Le groupe a été fondé en 1946 par Roger Varin de la Société Saint-Jean-Baptiste de Montréal. L'Ordre de Bon Temps organise diverses activités de loisirs pour les adultes qui le fréquentent comme pour les enfants des orphelinats et des camps de vacances. Il vient appuyer les moniteurs de ces camps en organisant des ateliers de chant, de danse, de théâtre, de dessin, tout en participant aux jeux et aux baignades des jeunes. À une époque de rigidité des mœurs, le mouvement est révolutionnaire à bien des égards, notamment parce qu'il s'agit d'une association mixte où garçons et filles se côtoient. Miron ne s'y engagera que progressivement à partir de 1949.  Le camp des Grèves à Contrecœur, le camp Notre-Dame à Saint-Gabriel-de-Brandon, le camp Bruchési au lac l’Achigan, près de Saint-Hippolyte, comptent parmi les destinations qu'il fréquente.
Il s'engage aussi activement au sein du Clan Saint-Jacques, un groupe, proche du scoutisme. L'activité physique est au cœur du programme, mais des groupes spécialisés qui émanent du Clan donnent, entre autres, des spectacles de chant et de danse. Les deux mouvements partagent un aumônier, Ambroise Lafortune, qui deviendra pour Miron une source d'inspiration.
En mai 1951, Miron assume la direction de Godillot, publication du Clan Saint-Jacques, puis de La Galette, l’organe de liaison de l’Ordre de Bon Temps, à partir de 1953. Dans les mouvements de jeunesse, Miron trouve aussi un « sens communautaire » dont il est assoiffé depuis qu'il a quitté sa région natale. Il goûte « la joie des actions solidaires et efficaces, des discussions sans fin et des chansons partagées »[réf. nécessaire]. Ce n'est que lorsque prendra forme peu à peu le projet des Éditions de l'Hexagone qu'il se désengagera des mouvements de jeunesse. Cette expérience développera son sens de l'organisation, sa capacité de mobilisation et son côté rassembleur, des qualités cruciales pour la prochaine étape de son parcours.

### Les Éditions de l'Hexagone: Miron, «commis voyageur de la poésie»
En 1953, il est un des six cofondateurs de la première maison d’édition de poésie québécoise, les Éditions de l’Hexagone, en compagnie de cinq adeptes de poésie rencontrés à l’Ordre de Bon Temps : le poète Olivier Marchand, la future épouse de ce dernier, Mathilde Ganzini, le décorateur Jean-Claude Rinfret, et les futurs cinéastes Louis Portugais et Gilles Carle. Contrairement à ce qu'on peut croire, le nom de la maison d'édition ne fait pas référence à la France (surnommée l'Hexagone) mais aux six fondateurs. Ils seront rapidement rejoints par Hélène Pilote et, dès 1954, par le poète Jean-Guy Pilon, directeur des émissions culturelles à Radio-Canada et importante personnalité du monde littéraire québécois. Avant la création des Éditions de l'Hexagone, les poètes du Québec devaient publier à leurs frais. Selon Yannick Gasquy-Resch, la maison d'édition est créée dans un « climat de vide culturel dans lequel se trouvait le Canada français au début des années 1950 ». La biographe décrit les objectifs du projet et le contexte au sein duquel il est amorcé : 

« Miron se sent à l'aise dans l'action, surtout lorsqu'elle s'inscrit dans un contexte communautaire comme c'était le cas au sein du scoutisme et de l'Ordre de Bon Temps. Celle-ci prend un tournant avec la voie de l'édition. Animé d'une idée forte, celle de travailler à la constitution d'une littérature nationale, il s'attache dans un premier temps à sortir les poètes de l'isolement où ils se trouvent car la poésie était souvent publiée jusque-là à compte d'auteur. Tel fut le cas de livres aussi importants que Rivages de l'homme d'Alain Grandbois, Escale de Rina Lasnier en 1950, et Le Tombeau des Hénault sont méconnus. »

Les méthodes de l'Hexagone sont toutes aussi originales que ses objectifs :

« Une formule originale est trouvée qui veut faire appel à un lien de fraternité entre les auteurs et les lecteurs, celle de la souscription. Miron et ses amis adressent un premier prospectus à quelque trois cents personnes, leur proposant une collaboration active par une souscription qui fera d'eux au même titre que les auteurs les artisans de cette première publication. Cet état d'esprit a quelque chose de révolutionnaire dans le milieu intellectuel et littéraire où la situation de la poésie était marginalisée non seulement en raison de l'isolement des poètes, mais aussi du milieu socioculturel de l'époque. Passivité, mutisme d'une société dominée par un catholicisme étroit, qui accepte d'être reléguée aux plus bas salaires, de vivre sans révolte les formes pernicieuses de l'infériorité économique et sociale. »

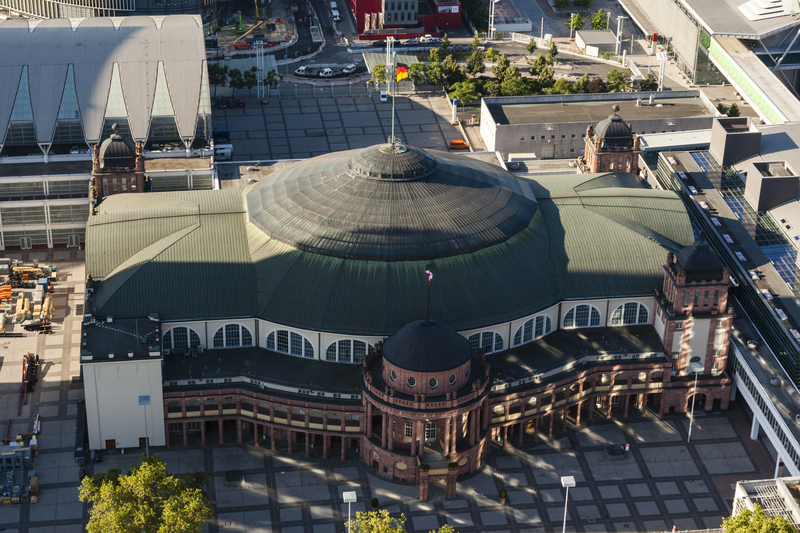
Le Festhalle de Francfort, bâtiment historique de la Foire du livre de Francfort.

Le premier recueil de la maison d'édition, Deux sangs, paraît en août 1953. Il rassemble des poèmes de Miron et Marchand, accompagnés d'illustrations de Mathilde Ganzini. En 1956, l’Hexagone devient une société légale et participe à la publication des revues Parti pris et Liberté en 1959, sous la direction de Jean-Guy Pilon, qui remplace Miron à la direction de l’Hexagone quand ce dernier part étudier deux ans en Europe. En effet, ayant obtenu une bourse du Conseil des Arts du Canada pour étudier en France, Gaston Miron séjourne à Paris de 1959 à 1960 pour suivre un cours sur l’édition à l’École Estienne. De 1961 à 1971, l’Hexagone publie deux à quatre titres par année.
Gaston Miron, qui se qualifie lui-même de « commis voyageur de la poésie », œuvre activement dans le milieu de l'édition et de la diffusion du livre, en parallèle avec son travail d’écrivain. On le retrouve ainsi chez Beauchemin, Leméac et aux Messageries littéraires. Agent littéraire de l’Association des éditeurs canadiens entre 1963 et 1978, il représente l’édition québécoise à la Foire du livre de Francfort. Miron dirige l'Hexagone durant ses trente premières années d'existence, jusqu'en 1983. À partir des années 1970, l'Hexagone connaît un essor, devenant davantage une entreprise commerciale, et se diversifie, publiant des essais et des romans en plus de la poésie. Elle sort sa collection de poche, Typo, en 1985. Miron reviendra diriger cette collection en 1990.

### L'Homme rapailléet l'engagement politique
Au printemps 1970, Gaston Miron est l'un des organisateurs, avec Claude Haeffely et Noël Cormier, de la Nuit de la poésie au théâtre Gesù de Montréal. Cet évènement culturel majeur donnera l'occasion à une cinquantaine de poètes et chanteurs (notamment Paul Chamberland, Raoul Duguay, Claude Gauvreau, Gérald Godin, Michèle Lalonde et Pauline Julien) de partager leurs écrits devant quelque 4 000 spectateurs. C'est en quelque sorte une consécration pour la poésie, longtemps boudée, à qui Gaston Miron s'est consacré sans relâche depuis bientôt 25 ans. S'il l'a surtout fait en tant qu'éditeur et organisateur, il allait bientôt être sur le devant de la scène.
Les premiers essais poétiques de Miron remontent à l'automne 1944, alors qu'il étudie encore pour devenir frère-enseignant. Ce n'est qu'en janvier 1946 qu’il partage un premier poème, une œuvre de circonstance, dans la revue du collège. Il commence à publier plus sérieusement au début des années 1950, dans divers quotidiens et périodiques, dont Le Devoir, Liberté et Parti pris. En 1953, il publie avec Olivier Marchand leur recueil de poésie, Deux sangs, qui inaugure les Éditions de l’Hexagone.
Insatisfait d'avoir publié ses poèmes de manière éparse durant vingt ans, il se laisse convaincre, notamment par le poète George-André Vachon (qui signe la préface de la première édition), de les regrouper pour les publier en 1970 aux Éditions de l’Université de Montréal, avec quelques-uns de ses textes en prose: L’Homme rapaillé est né. Gaston Miron explique le titre du recueil :

« Sur manuscrit, je retrouve aussi les mots rapiécé, rassemblé, réformé... puis le mot rapaillé, mot que j'avais en bouche depuis mon enfance, riche au sens propre comme au sens figuré, s'est imposé avec évidence dans la composition du titre. L'Homme rapaillé évoque donc l'idée d'un double rassemblement. Celui du recueil constitué de fragments de textes et de poèmes épars, celui du poète à la recherche de son identité. »

Dans la préface de la première édition, Vachon salue la modernité de l'œuvre de Miron, qui réussit à sortir du régionalisme pour s'ancrer dans l'espace nord-américain, conjuguant à la fois le personnel et le collectif. Il souligne également la prévalence de la nature québécoise dans son œuvre (bouleaux, écorces, rouges-gorges, jaseurs de cèdres, etc.), qui crée « un univers que tout Québécois d'aujourd'hui reconnaît ». Désormais un classique de la littérature québécoise, L'Homme rapaillé sera le « maître ouvrage » de Gaston Miron et contribuera grandement au rayonnement de la littérature québécoise dans le monde, remportant notamment le prix Guillaume-Apollinaire après avoir été publié aux Éditions de François Maspero en 1981. Miron, désormais célèbre dans toute la francophonie (il sera d'ailleurs invité à l'émission Apostrophes de Bernard Pivot), retravaille constamment cette œuvre : sept éditions auront été ainsi publiées de son vivant. Le recueil fut aussi édité en plusieurs langues, notamment en italien, anglais, portugais, ukrainien, polonais, hongrois, roumain et espagnol. 

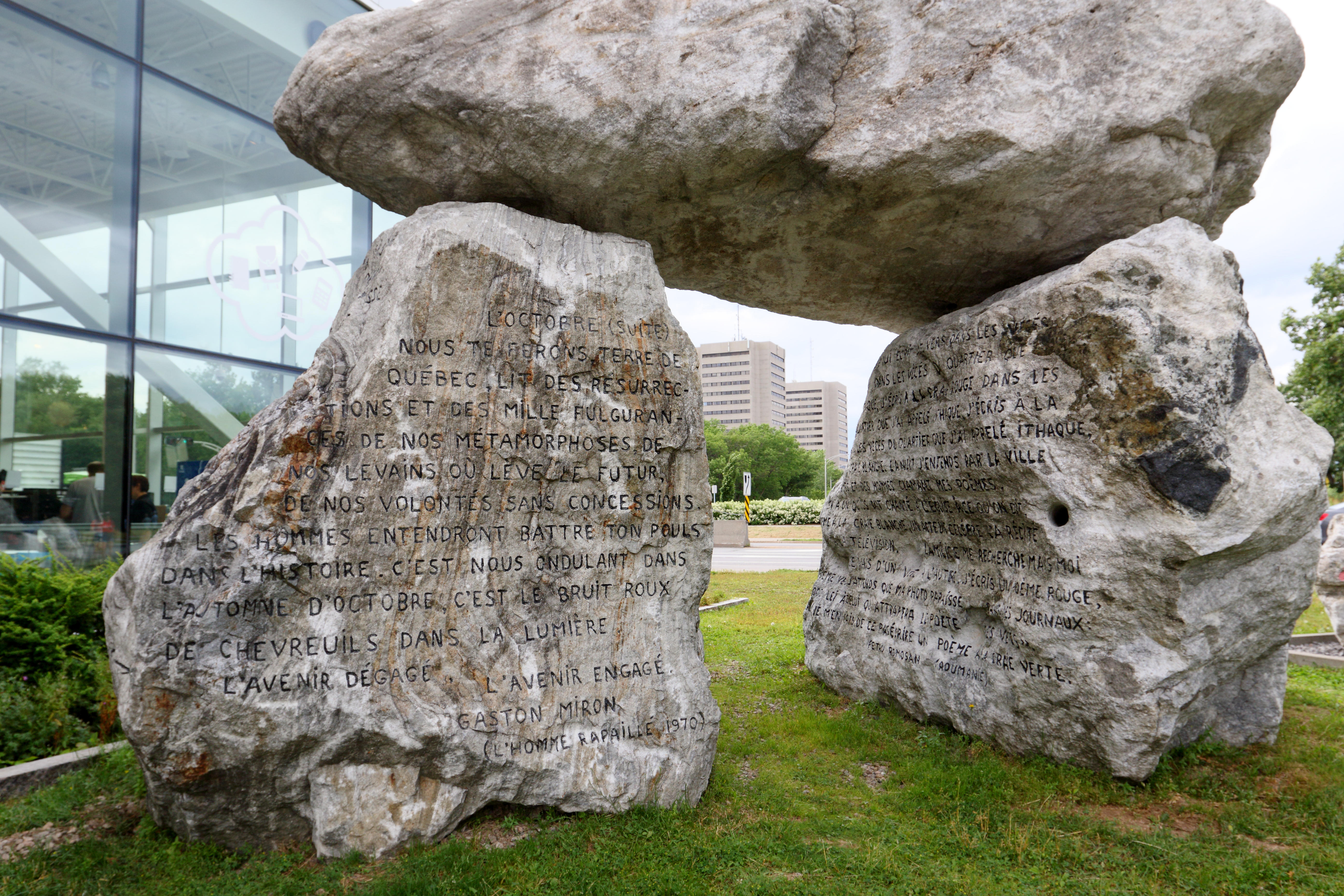
Une sculpture d'Armand Vaillancourt incorporant des extraits de L'Homme rapaillé.

L'Homme rapaillé est organisé en six parties qui se déploient en ordre chronologique de publication des poèmes : « Premiers Poèmes », « La Marche à l'amour », « La Vie agonique », « L'Amour et le Militant », « Poèmes de l'amour en sursis » et « J'avance en poésie ». André Gaulin, dans un compte-rendu de l'œuvre, fait remarquer qu'à travers ses seuls titres on peut déceler en Miron un poète de l'amour.  C'est en effet l'un des principaux sujets du recueil et La Marche à l'Amour (1962) est l'un des textes les plus reconnus de l'œuvre mironienne. L'autre grand thème du recueil est une « réflexion conduite sur la poésie », celle d'un homme qui peine à se retrouver et à définir son identité, aux prises avec une langue profondément malmenée par la « réalité du phénomène colonial » caractérisant son pays, le Québec.
Les réflexions sur la langue seront d'ailleurs à la fois au centre de son œuvre poétique, de ses écrits (notamment ses essais Aliénation délirante et Notes sur le poème et le non-poème) et de ses engagements personnels. Gaston Miron a dénoncé toute sa vie l'état d'aliénation linguistique et identitaire dans lequel il considère que se trouve son peuple, confronté au bilinguisme et à ses calques linguistiques qui dénaturent le français. En ce sens, Miron ne s'oppose pas au joual ni aux québécismes, qu'il célèbre au contraire, mais à l'influence omniprésente de l'anglais comme langue de référence, par laquelle il faut systématiquement passer pour s'exprimer. Miron se sent « étranger à sa propre langue ». Ce sont notamment ces conclusions qui le mènent à s'engager politiquement en faveur de la souveraineté du Québec. Lors d'un colloque de l'Union des écrivains québécois, tenu les 2 et 3 mars 1987, il s'exprime en ce sens :

« Dès après la défaite de 1760, dans la situation qui était celle de notre peuple, et qui dure encore, la lutte des langues a commencé. Nous y sommes toujours et toujours au même point, la preuve c'est que nous sommes ici ce soir à débattre la même maudite question : l'avenir du français au Québec. Cette lutte des langues, nous l'appelons aujourd'hui par euphémisme la question linguistique, ou le problème linguistique.
Loin de moi l'idée de gommer la reconquête, à l'arraché et sur deux siècles, du droit d'usage du français, et de nos droits linguistiques dans notre activité et nos institutions. Mais ce ne fut jamais qu'un minimum vital de survie. Une seule fois, avec la loi 101, la Charte de la langue française, nous sommes venus près du but, nous donnant l'illusion que nous pouvions passer à autre chose. Je l'ai souvent crié, combien l'ont dit et démontré également : tant que cette loi ne ferait pas partie intégrante d'une constitution juridique québécoise et que celle-ci ne serait pas garantie par un pouvoir politique souverain, tout pouvait être remis en question. Car quand on est une province et qu'on dépend d'ailleurs, une loi ça se change. »

 Invité par les syndicats à la fin des années 1950, Miron insistait déjà sur l'importance de maintenir la vitalité du français dans la sphère économique :

« Quand une langue n'est pas nécessaire pour gagner sa vie, pour satisfaire aux trois besoins fondamentaux de la vie — le toit, le vêtement et le manger — on s'en crisse qu'on dise ouaoual, cheval ou bedon joual : c'est le mot HORSE qu'il faut dire pour avoir de l'avancement social. Quand une langue n'est pas nécessaire, qu'on la parle mal ou bien, cela n'a aucun sens. Cela devient une langue domestique, une langue sentimentale, une langue que l'on maintient par la tradition, par l'appartenance à un groupe mais elle n'a aucune importance : c'est une langue machinale, une langue folklorique qui tend vers la familiarisation. »

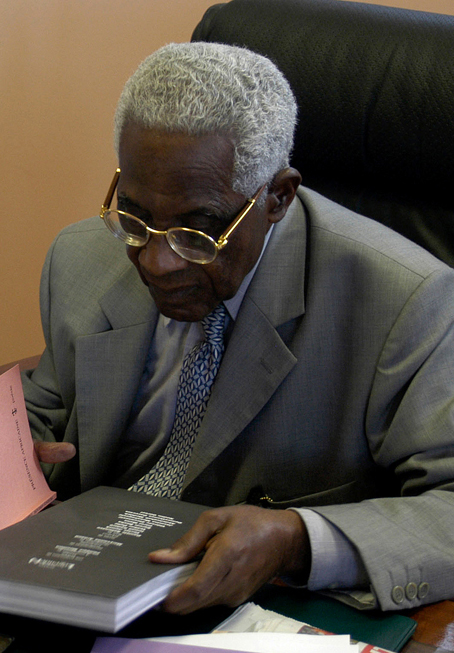
Aimé Césaire, poète martiniquais dont l'œuvre et la pensée anticoloniales ont inspiré Gaston Miron.

La jeunesse de Gaston Miron n'est toutefois pas particulièrement marquée par l'engagement politique. Certes, les cours qu’il suit en sciences sociales à l’université lui ont ouvert certaines perspectives sur la société québécoise. Mais, au début des années 1950, il a d’autres priorités, concentrant ses efforts sur le développement des Éditions de l'Hexagone et le soutien au milieu littéraire québécois. Parallèlement, il devient peu à peu critique du régime de Maurice Duplessis. Il est choqué par la répression du mouvement syndical par le gouvernement de l’Union nationale, notamment lors de la grève des mineurs de Murdochville, en Gaspésie. Accompagné de Pierre Vallières, il prend part à des réunions d'appui aux mineurs, notamment aux côtés du syndicaliste Michel Chartrand.
Alors qu'il milite déjà au Parti social démocratique (PSD), l'aile québécoise de la Fédération du Commonwealth coopératif (FCC), Gaston Miron décide de se porter candidat aux élections fédérales du 10 juin 1957 dans le comté d'Outremont. Il est défait par Romuald Bourque, le candidat du Parti libéral du Canada. Il se représente lors du scrutin du 31 mars 1958, avec le même résultat. À l'époque, il milite également pour la démocratisation de l'éducation et la gratuité scolaire. Il ne prendra toutefois plus jamais part au jeu électoral, sauf en 1972, lorsqu'il se porte candidat du Parti Rhinocéros, un parti satirique fondé par Jacques Ferron.
Au début des années 1960, sa pensée prend une tournure plus radicale. Il découvre l'anticolonialisme et ses grands penseurs, notamment Frantz Fanon et Aimé Césaire. Lors de son premier voyage en France, en 1959, il côtoie d'éminents intellectuels, notamment Jean-Marie Domenach (responsable de la revue Esprit) et Edouard Glissant. De retour au Québec, il se rapproche de la nouvelle revue de gauche Parti Pris et participe aux efforts visant à soutenir financièrement la défense des membres emprisonnés du Front de libération du Québec (FLQ). Miron est l'un des membres fondateurs du Mouvement pour la défense des prisonniers politiques québécois (MDPPQ), en 1970, ce qui attire l'attention des autorités fédérales.
Lors de la crise d'Octobre 1970, il fut incarcéré sans preuve, ni accusation, ni jugement de cour, durant onze jours, comme environ 450 autres artistes, poètes, activistes, nationalistes québécois, à la suite de l’invocation de la loi sur les mesures de guerre par le gouvernement fédéral de Pierre Elliott Trudeau,. Loin de freiner ses ardeurs, cet épisode galvanisera son engagement pour la souveraineté du Québec. Jouissant d'une importante notoriété depuis la publication de L'Homme rapaillé, Miron lutte jusqu'à la fin de sa vie au service de cet idéal politique, à travers ses interventions publiques, son action militante (notamment aux côtés de Gérald Godin et lors des deux référendums sur la souveraineté du Québec) mais aussi ses écrits. Avec Andrée Ferretti, il publie, en 1992, Les grands textes indépendantistes (Éditions de l'Hexagone). Il est fait officier de l'Ordre national du Québec en 1996.

### Mort
Souffrant d'un cancer fulgurant, Gaston Miron meurt le 14 décembre 1996 à Montréal, un peu plus d'un an après le référendum de 1995 et moins d'un mois avant son soixante-neuvième anniversaire. Le premier ministre de l'époque, Lucien Bouchard, lui rend hommage au lendemain de sa mort: « D'autres peuples ont eu Pablo Neruda, Aimé Césaire, Léopold Senghor. Le peuple québécois a eu Gaston Miron et lui en sera toujours reconnaissant. »  De nombreux hommages lui seront aussi rendus dans la presse, notamment celui de Jean Royer, un écrivain ayant bien connu le poète, qu'il qualifie de « mentor et de maître » :

« Je l'ai connu dans une intimité fraternelle et j'ai reconnu
un homme à la tendresse cachée, à la pudeur extrême, qu'il masquait
par ses grands gestes et ses discours à l'emporte-pièce. Toute sa
présence, pourtant, se manifestait à partir d'une solide réflexion sur
l'homme et son destin, sur le Québec et notre temps, sur la poésie et le
langage.
Gaston Miron était un intellectuel rigoureux autant que fougueux. En
politique, il était progressiste et indépendantiste, fidèle à notre peuple
et à sa culture. Il voulait convertir un à un les citoyens du Québec à la
souveraineté parce qu'il croyait à l'existence de notre culture et à
l'avenir de la langue française au Québec. Pour lui, l'indépendance
était culturelle, mais il savait que les moyens de la souveraineté sont
d'abord politiques.
Cet humaniste était avant tout un poète. L'auteur de L'Homme rapaillé
plaçait la poésie au-dessus de tout, comme une sorte d'absolu langage
qui avive notre conscience et nous aide à ne pas désespérer de notre
humanité.
Gaston Miron reste un phare national par son exemple et par son
œuvre de poète, d'animateur culturel et de militant. Il était un homme
libre et souverain. L'ami que je pleure aujourd'hui incarnera toujours,
pour moi, le Québec et la Poésie. »

Une semaine après sa mort, Gaston Miron devient le seul écrivain québécois à avoir droit à des funérailles nationales, chez lui, dans la modeste paroisse de Sainte-Agathe-des-Monts. Il est encore aujourd’hui considéré comme le poète national du Québec contemporain.

### Vie privée
Gaston Miron a une fille unique, Emmanuelle (née en 1969), issue de l'union avec sa première compagne, Ghislaine Duguay. Il lui dédie L'Homme rapaillé.
Il partage ensuite sa vie avec Sandrine Berthiaume, diplômée en psychosociologie, puis avec l'écrivaine Marie-Andrée Beaudet, avec qui il est en couple jusqu'à sa mort.

## Œuvre

### Livres
- MIRON, Gaston et Olivier  MARCHAND, Deux sangs, Montréal, l'Hexagone, 1953, 67 p.
- MIRON, Gaston, L'homme rapaillé, Montréal, Presses  de  l'Université de Montréal, «Prix de la revue Études françaises », 1970,171 p. | Rééditions : L'homme rapaillé, Paris, François Maspero, «Voix», 1981,174 p.; L'homme rapaillé (Version non définitive), Montréal, Typo, 1993, 252 p.; L'homme rapaillé. Poèmes 1953-1975, Montréal, l'Hexagone, 1994, 231 p.; L'homme rapaillé (Version non  définitive), Montréal, Typo, 1996, 257 p.; L'homme rapaillé (Version définitive), Montréal, Typo, 1998, 252 p.; L'homme rapaillé. Les poèmes, Paris, Gallimard, «Poésie», 1999, 203 p.
- Courtepointes, Ottawa, Éditions de l'Université d'Ottawa, «Texte», 1975, 53 p.
- MIRON, Gaston et Claude HAEFFELY, À bout portant. Correspondance de Gaston Miron à Claude Haeffely 1954-1965, Montréal, Leméac, 1989,174 p.
- MIRON, Gaston et Lise GAUVIN, Écrivains contemporains du Québec, Paris, Seghers, 1989, 579 p. Réédition : nouv. éd. rev. et  augm., Montréal, l'Hexagone/Typo, 1998, 596 p.
- MIRON, Gaston et Andrée FERRETTI, Les grands textes indépendantistes. Écrits, discours et manifestes québécois 1774-1992, Montréal, l'Hexagone, «An-thologies», 1992, 497 p.

### Poèmes, articles et autres textes
- L'époussette au lieu du coup de balai…, dans André Potvin, Michel Létourneux et  Robert Smith, Uanti-Trudeau, Montréal, Parti pris, 1972, p. 23-24.
- [Présentation], dans Jean Bouthillette, Le Canadien français et son double, Montréal, l'Hexagone, 1972, 4e de couverture. Le texte de Miron n'apparaît pas dans les rééditions de l'Hexagone (1989) et de Lanctôt éditeur (1997).
- Robert Nadon, mon œil, Presqu'Amérique, II:  1, janvier 1973, Québec, p. 28.
- Miron, Gaston et Gaétan Dostie, Contre la dilapidation des manuscrits, Le Devoir, 25 janvier  1973, Montréal, p. 4.
- Deux ou trois choses que je sais de Straram, Hobo-Québec, nos  9-11, octobre-novembre 1973, Montréal, p. 52.
- Sophismes vs indépendance, Maintenant, no 131, décembre 1973, Montréal, p. 6.
- Le bilingue de naissance, Maintenant, no 134, mars 1974, Montréal, p. 6-9. Miron, Gaston, Hubert Aquin, Michèle Lalonde et Pierre Vadeboncœeur, « Réflexion à quatre voix sur l'émergence d'un pouvoir  québécois », Change, nos 30-31, mars 1977, Paris, p. 5-10.
- La troisième saison ou le premier printemps, Estuaire, no 3, mars 1977, Québec, p. 15-21.
- Un homme, une voix, dans Georges Dor, Si tu savais…, Montréal, Éditions de l'Homme, 1977, p. 7-8.
- L'enterrement des mots, Liberté, XX: 6 (120), novembre-décembre 1978, Montréal, p. 82.
- Femme sans fin, Possibles, IV: 3-4, printemps-été 1980, Montréal, p. 271-284.
- Un dénommé Lucien Francœur qui écrit  du rockfrancœur à 100 à l'heure, Hobo-Québec, nos 46-47, automne-hiver 1981, Montréal, p. 21.
- Avant-dire, dans Patrick Coppens, Littérature québécoise contemporaine, La Pocatière, Centrale des bibliothèques / Ministère de l'Éducation, « Bibliothèmes », 1982, p. 7-8.
- Robert-Lionel Séguin, historien de l'identité et  de l'appartenance, L'Action nationale, LXV : 8, avril 1976, Montréal, p. 539-546. Repris dans René Bouchard (dir.), La vie quotidienne au Québec. Histoire, métiers, techniques et traditions. Mélanges à la mémoire de Robert-Lionel  Séguin publiés sous les auspices de la Société québécoise des ethnologues, Sillery, Presses de l'Université du Québec, 1983, p. 3-15.
- Les signes de l'identité, Québec français, no 52, décembre 1983, Sainte-Foy, p. 22-23. Voir Éditions  d'art.
- Deux poèmes, Liberté, XXV: 6 (150), décembre 1983, Montréal, p. 70-71.
- Mythology and Marginality, dans  COLLECTIF, The Writer and Human Rights, Toronto, Lester and Orpen Dennys, 1983, p. 138-140. Édition américaine : Garden City, Anchor Press, 1983, p. 138-140.
- Après-dire dans Michaël La Chance, Le Prince sans rire, gravures de Louis-Pierre Bougie, Montréal et Paris, Éditions Lui-même, 1983, np. BNQ|RES/CA/216
- Paris 1960 : Maurice Roche, Lèvres urbaines, no 9, 1984, Montréal, p. 15-18.
- Retour à nulle part, Liberté, XXVIII: 4 (166), août 1986, Montréal, p. 7.
- Le mot juste, Possibles, XI: 3, printemps-été  1987, Montréal, p. 196-203. 212 ÉTUDES FRANÇAISES • 35, 2-3
- Chus tanné, dans COLLECTIF, L'avenir du français au Québec, Montréal, Québec/Amérique, Dossiers documents, 1987, p. 175-187.
- Préface, dans Eugène Enea Caraghiaur, Sur les traces de Félix Leclerc, Montréal, La voix du peuple, 1989, p. 3.
- L'Hexagone depuis 1953 : continuité et ruptures, Lettres québécoises, no 71, automne 1993, Montréal, p. 7.
- Martel, Reginald, Le premier lecteur. Chroniques du roman québécois 1968-1994, sélection et présentation de Pierre Filion et Gaston Miron, vMontréal, Leméac, 1994, 335 p.
- [Présentation], dans Gilles CYR, Songe que je bouge, Montréal, l'Hexagone, Poésie, 2994, 4e de couverture.
- L'indispensable compagnon de route, dans Benoît Melançon et Pierre Popovic (dir.), Miscellanées en honneur de Gilles Marcotte, Montréal, Fides, 1995, P- 33-34-
- Je m'appelle personne, Études françaises, XXXI : 2, automne 1995, Montréal, p. 129.
- Présence ininterrompue, L1 Action nationale, LXXXV : 9, novembre 1995, Montréal, p. 199-201.
- Miron, Gaston, Denis Monière, Guy Bouthillier, Pierre de Bellefeuille et Maurice Champagne, Le retour à la loi 101 s'impose, Le Devoir, 10 septembre  1996, Montréal, p. A-7.
- Miron, Gaston, Denis Monière, Guy Bouthillier, Pierre de Bellefeuille et Maurice Champagne, Mémorandum pour  la suite de l'histoire, Action nationale, LXXXVI : 10, décembre 1996, Montréal, p. 37-47
- Poèmes, Études françaises, vol. 6, no 2, 1970.

## Édition de l’œuvre

### Poésie

#### Recueils
- Gaston Miron et Olivier Marchand, Deux sangs, Montréal, Éditions de l'Hexagone, 1953, 72 p. (ISBN 978-2-89648-001-2, présentation en ligne)
- Gaston Miron, L'homme rapaillé, Montréal, Presses de l'Université de Montréal, 1970, 171 p.
- Gaston Miron, Courtepointes, Ottawa, Éditions de l'Université d'Ottawa, Département des lettres françaises, coll. « Textes », 1975, 51 p. (ISBN 0-7766-4181-6)
- Gaston Miron, L'homme rapaillé, Paris, F. Maspero, coll. « Voix », 1981, 173 p. (ISBN 2-7071-1231-3)
- Gaston Miron (préf. Pierre Nepveu, Nouv. éd. rev. et augm.), L'homme rapaillé (version non définitive) : poésie, Montréal, Typo, 1993, 252 p. (ISBN 2-89295-046-5)
- Gaston Miron (préf. Pierre Nepveu, Nouv. éd. rev., corr. et augm.), L'homme rapaillé : poèmes, 1953-1975, Montréal, L'Hexagone, 1994, 231 p. (ISBN 2-89006-500-6)
- Gaston Miron (préf. Pierre Nepveu), L'homme rapaillé : poèmes, Montréal, Typo, 1998, 3e éd., 252 p. (ISBN 2-89295-146-1)
- Gaston Miron (préf. Édouard Glissant, Éd. définitive présentée par Marie-Andrée Beaudet), L'homme rapaillé : les poèmes, Paris, Gallimard, coll. « Poésie », 1998, 202 p. (ISBN 2-07-040707-1)
- Gaston Miron (édition préparée par Marie-Andrée Beaudet et Pierre Nepveu), Poèmes épars, Montréal, Éditions de l'Hexagone, coll. « L'appel des mots », 2003, 124 p. (ISBN 2-89006-694-0)
- Gaston Miron (édition préparée par Marie-Andrée Beaudet et Pierre Nepveu), Un long chemin : proses, 1953-1996, Montréal, Éditions de l'Hexagone, 2004, 477 p. (ISBN 2-89006-695-9)

#### Traductions
- La Marcia all’amore. L’amore e il militante, traduction d’Angelo Bellettato, Padoue, Rebellato, 1972.
- The Agonized Life. Poems and Prose, traduction de Marc Plourde, Montréal, Torchy Wharf, 1980.
- L’Uomo rapezzato, traduction de Sergio Zoppi, Rome, Bulzoni, 1981.
- Embers and Earth. Selected Poems, traduction de D.G. Jones et Marc Plourde, Montréal, Guernica, 1984.
- The March to Love. Selected Poems, traduction de Dennis Egan, Brenda Fleet, John Glassco, D. G. Jones, Marc Plourde et Louis Simpson, Pittsburgh, International Poetry Forum, 1986, réédition à Athens, Ohio University Press, 1987.
- Counterpanes, traduction de Dennis Egan, Montréal, Guernica, 1993.
- O Homem restolhado, traduction de Flavio Aguiar, São Paulo, Editora Brasiliense, 1994.
- El hombre redivivo, traduction de Marco Antonio Campos et HernanBravo Varela [traduction révisée par Nicole et Émile Martel], Mexico et Trois-Rivières, Universidad nacional autonoma de Mexico et Écrits des Forges, 2001.

### Autres
- À bout portant. Correspondance de Gaston Miron à Claude Haeffely, 1954-1965, Montréal, Éditions Leméac, 1989.
- Mariloue Sainte-Marie, Écrire à bout portant. Les lettres de Gaston Miron à Claude Haeffely, 1954-1965, Québec, Éditions Nota bene, 2005.
- À bout portant. Correspondance 1954-1965, édition préparée par Pierre Filion, Montréal, Éditions BQ, 2007.
- Gaston Miron (édition établie par Mariloue Sainte-Marie), Lettres, 1949-1965, Montréal, Éditions de l'Hexagone, 2015, 594 p. (ISBN 978-2-89648-050-0)
- Gaston Miron (édition préparée par Marie-Andrée Beaudet et Pierre Nepveu), L'avenir dégagé : entretiens, 1959-1993, Montréal, Éditions de l'Hexagone, 2010, 420 p. (ISBN 978-2-89006-783-7)
- Les Signes de l’identité, discours de réception du prix Athanase-David (éditions du Silence, 1983)
- Écrivains contemporains du Québec, anthologie, en collaboration avec Lise Gauvin, Paris, Seghers, 1989 ; réédition en version revue et augmentée par Lise Gauvin, Montréal, Typo, 1998.
- Les Grands Textes indépendantistes, 1774-1992, anthologie, en collaboration avec Andrée Ferretti, Montréal, Éditions de l’Hexagone, 1992 ; réédition augmentée d’un second volume par Andrée Ferretti, Montréal, Typo, 1998.
- Après-dire, dans Michaël La Chance, Le Prince sans rire, gravures de Louis-Pierre Bougie, Montréal et Paris, Éditions Lui-même, 1983, n p., BNQ|RES/CA/216
- Le froid, l'effroi…, dans Michaël La Chance, Forger l’effroi, gravures de Louis-Pierre Bougie, Montréal, Ed. la Griffe d’acier, 1987, n p., BNQ|RES/CC/160

## Prix et distinctions
- 1970 : Prix de la revue Études françaises[64]
- 1970 : Lauréat du prix littéraire France-Canada[65]
- 1971 : Grand Prix littéraire de la Ville de Montréal, pour L'homme rapaillé
- 1972 : Prix littéraire Canada-Communauté française de Belgique
- 1978 : Prix Ludger-Duvernay
- 1981 : Prix Guillaume-Apollinaire pour L'homme rapaillé
- 1983 : Prix Athanase-David[66]
- 1985 : Prix Molson
- 1988 : Prix Fleury-Mesplet
- 1991 : Médaille de l'Académie des lettres du Québec
- 1991 : Ordre des francophones d'Amérique
- 1993 : Prix Le Signet d'Or, catégorie Rayonnement à l’étranger
- 1993 : Commandeur de l’ordre des Arts et des Lettres de la République française
- 1995 : Doctorat honorifique de l’Université de Montréal
- 1996 : Officier de l’Ordre national du Québec[67]

## Hommages
- En 1992, il nommé membre d'honneur de l'Union des écrivaines et écrivains québécois (UNEQ)[68].
- 1997 : sa ville natale, Sainte-Agathe-des-Monts, nomme « Bibliothèque Gaston-Miron » la bibliothèque municipale.
- Une plaque commémorative a été dévoilée en 2010 par Bernard Landry, ex-premier ministre du Québec et Grand officier de l'Ordre national du Québec. Cette plaque est installée  sur la maison du 4451 rue Saint-André à Montréal où a habité Gaston Miron à l’époque où il écrivait L'homme rapaillé.[69]
- L'édifice Gaston-Miron est le nouveau nom officiel de l'ancienne bibliothèque centrale de Montréal qui était la bibliothèque principale de Montréal avant la venue de la Grande Bibliothèque en 2005. Depuis 2009, l'édifice est occupé par le Conseil des arts et le Conseil du patrimoine de la Ville de Montréal.
- Selon le répertoire de la Commission de toponymie du Québec, cinq rues au Québec, ainsi qu'une impasse et un croissant, honorent la mémoire du poète.
- En juin 2003, la bibliothèque de la délégation générale du Québec à Paris est devenue la Bibliothèque Gaston-Miron[70]. En 2012, elle a été transférée à la Sorbonne Nouvelle (Paris 3), dans le 5e arrondissement de Paris. Connue aujourd'hui sous l'appellation Bibliothèque Gaston-Miron - Études québécoises, il est prévu qu'elle déménage en 2019 dans les nouveaux locaux de l’université, dans le quartier Picpus, près de la place de la Nation[71].
- En 2008 est inauguré, au Département des littératures de langue française de l'Université de Montréal, le Centre d'archives Gaston-Miron (CAGM), qui « a pour vocation première de contribuer à la mise en valeur des archives sur la littérature québécoise et le discours culturel conservées sur support audio ou vidéo ». Le CAGM est rattaché au Centre de recherche interuniversitaire sur la littérature et la culture québécoises (CRILCQ).
- La bourse Gaston-Miron, décernée par l'Association internationale des études québécoises, « permet à des étudiants du 3e cycle universitaire, aux études ou en début de carrière universitaire, de faire un stage de recherche en littérature et culture québécoises au Québec »[72].
- Douze hommes rapaillés chantent Gaston Miron : Trois albums de poèmes, mis en chansons par Gilles Bélanger, interprétés pas différents artistes québécois, ont été publiés.

## Entretiens
- Entretien sur la poésie avec plusieurs poètes sur Radio-Canada en 1967[73]

#### Ouvrages
- Jean Royer, Voyage en Mironie : une vie littéraire avec Gaston Miron, Montréal, Éditions de l'Hexagone, 2012 (1re éd. 2004), 280 p. (ISBN 978-2-89648-008-1)
- Martin Jalbert, Le sursis littéraire : politique de Gauvreau, Miron, Aquin, Montréal, Presses de l'Université de Montréal, 2011, 201 p. (ISBN 978-2-7606-2260-9)
- Pierre Nepveu, Gaston Miron, la vie d'un homme, Montréal, Éditions du Boréal, 2011, 900 p. (ISBN 978-2-7646-2103-5, présentation en ligne)
- Fernando d'Almeida, La fable de l'ineffable : tombeau de Gaston Miron (1928-1996), Paris, L'Harmattan, 2011, 270 p. (ISBN 978-2-296-55882-3, lire en ligne)
- François Hébert, Miron l'égarouillé, Montréal :, Éditions Hurtubise, 2011, 196 p. (ISBN 978-2-89647-436-3)
- Yannick Gasguy-Resch (préf. Raymond Jean), Gaston Miron : tel un naufragé : biographie, Bruxelles, Éditions Aden, coll. « Le Cercle des poètes disparus », 2008, 301 p. (ISBN 978-2-84840-018-1)
- Jean Royer, Gaston Miron sur parole : Un portrait et sept entretiens, Montréal, Bibliothèque québécoise, 2007, 122 p. (ISBN 978-2-89406-288-3, présentation en ligne)
- Jean-Pierre Bertrand (dir.) et François Hébert, L'universel Miron, Québec, Éditions Nota bene, 2007, 237 p. (ISBN 978-2-89518-265-8)
- Marie-Andrée Beaudet, Album Miron : Un Poète et Son Pays: Une Vie en Image et en Mots, Montréal, Éditions de l'Hexagone, 2006, 212 p. (ISBN 978-2-89006-781-3)
- Claude Filteau (préf. Jerusa Pires Ferreira), L'espace poétique de Gaston Miron, Limoges, Presses universitaires de Limoges, coll. « Francophonies », 2005, 310 p. (ISBN 2-84287-346-7)
- Yannick Gasquy-Resch, Gaston Miron : le forcené magnifique, Montréal, Éditions Hurtubise, coll. « AmÉrica », 2003, 149 p. (ISBN 2-89428-631-7)
- Pierre Nepveu, Les mots à l'écoute : poésie et silence chez Fernand Ouellette, Gaston Miron et Paul-Marie Lapointe, Québec, Éditions Nota bene, 2002 (1re éd. 1979, PUL), 360 p. (ISBN 2-89518-105-5)
- Jean-Christian Pleau, La révolution québécoise : Hubert Aquin et Gaston Miron au tournant des années soixante, Montréal, Éditions Fides, 2002, 270 p. (ISBN 2-7621-2332-1, lire en ligne)
- Axel Maugey, Gaston Miron : une passion québécoise, Brossard, Humanitas, 1999, 127 p. (ISBN 2-89396-192-4)
- Collectif, « Gaston Miron. Un poète dans la cité », Études françaises, numéro préparé par Claude Filteau, Dominique Noguez et Lise Gauvin, vol. 35, nos 2-3, 1999, 237 p. (http://revue-etudesfrancaises.umontreal.ca/volume-35-numero-2-3/).

#### Articles, chapitres
- Andrea Galgano, "Il rimpatrio di Gaston Miron", in Frontiera di pagine, Roma, Aracne, 2016, p. 341-344.
- Jacques Picotte, «Rencontre avec Gaston Miron», Nouveau Monde, Montréal, 15 juillet , 15 août 1972. (Entretien et texte reproduit avec la permission de l'auteur, dans Tolerance.ca, 27 décembre 2011.)
- Pierre Nepveu, « Gaston Miron et les créateurs d’une littérature enfin québécoise », sur fondationlionelgroulx.org, 12 mai 2015
- Eugene Roberto; Daniel Baird, « Gaston Miron » dans L'Encyclopédie canadienne, Historica Canada, 1985–. Publié le 4 mars 2015.  (consulté le 23 septembre 2019).
- Andrée Ferretti, « Gaston Miron : ‘Batèche de batèche’ », Nuit blanche, magazine littéraire, no 120, automne 2010, p. 10-12 (Article dans le dossier : Sur et autour Jorge Luis Borges).
- Andrée Ferretti, « Hommage à Gaston Miron : Le marcheur », Nuit blanche, magazine littéraire, no 120, automne 2010, p. 13-14 (Document dans le dossier : Sur et autour Jorge Luis Borges).
- Jean-Louis Joubert, « MIRON GASTON (1928-1996) », Encyclopædia Universalis,‎ 2010? (lire en ligne)
- Mario Selvaggio, « Pour une bibliographie mironienne », dans Hélène Mary, Anne Gaufret-Harvey et Sergio Zoppi (dir.), Regards sur la littérature québécoise. Hommage à Gaston Miron, Actes du troisième colloque des jeunes chercheurs européens en littérature québécoise, Rome, Bulzoni, 2001, p. 233-306.
- Marc-André Brouillette, « Gaston Miron : repères bibliographiques », Études françaises, vol. 35, nos  2-3, « Gaston Miron : Un poète dans la cité », 1999, p. 209-227.
- « Gaston Miron, un poète dans la cité », dans Études françaises, Montréal, Presses de l'Université de Montréal, vol. 35, no  2-3, 1999, 237 p.
- Jacques Brault, « Miron le magnifique », dans Chemin faisant, Montréal, La Presse, coll. « Échanges », 1975, p. 23-55.  (ISBN 0-77770-170-7) / Boréal, coll. « Papiers collés », 1995, 202 p.
- «Miron, Gaston», dans Dictionnaire des auteurs de langue française en Amérique du Nord, Éditions Fides, 1989.

#### Autres
- Simon Beaulieu, Miron. Un homme revenu d'en dehors du monde, Montréal, Les Films du 3 mars, 2014, 75 min. (en ligne)
- André Gladu, Gaston Miron. Les outils du poète, Montréal, Productions du Lundi matin, 1994, 52 min.
- Claude Godbout, Gaston Miron, le haut-parleur, Montréal, Productions Prisma, 1983, 26 min.
- Roger Frappier, Les écrivains québécois: Gaston Miron, Office du film du Québec et Ministère de l'Éducation, 1971, 59 min. (en ligne)
- «Gaston Miron : parole de poète», Archives de Radio-Canada, 6 clips télé et 8 clips radio.
- Axel Maugey, « Gaston Miron, le chantre du Québec », dans Canal Académie, 2007. (partie 1, 2, 3, 4)
- Marie-Andrée Beaudet et Martin Jalbert, «Bibliothèque personnelle de Gaston Miron», Centre de recherche interuniversitaire sur la littérature et la culture québécoises (CRILCQ).